# 諾艾米·勞佛斯基

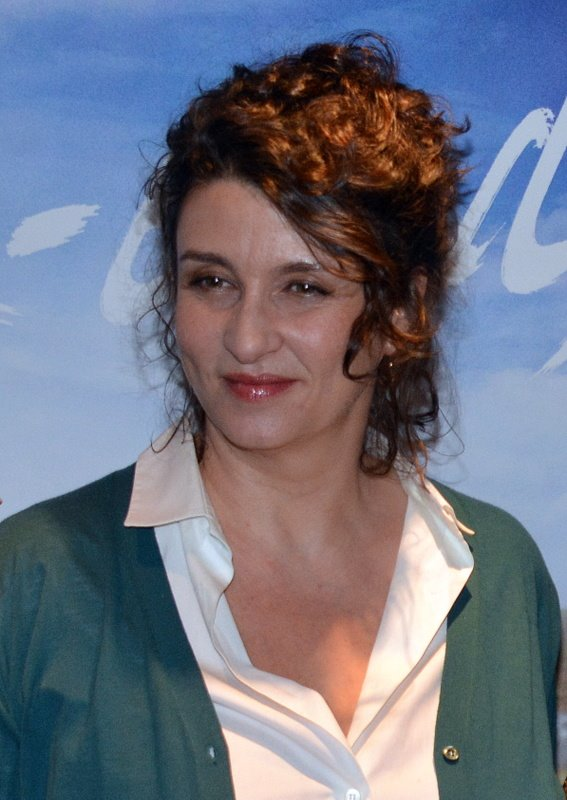
諾艾米·勞佛斯基

諾艾米·勞佛斯基（法語：Noémie Lvovsky，1964年12月14日—），生於巴黎，是法國有名的電影導演，作家和演員。諾艾米曾分別於2002、06及08年，三度被提名凱薩獎最佳女配角獎。
她主演的《情慾凡爾賽》與《再一次初戀》分別在第62屆柏林電影節與第65屆坎城電影節首映。

## 凱薩獎最佳女配角獎提名
- My Wife Is an Actress（2002年）
- Backstage（2006年）
- Actrices（2008年）

## 電影
- The French Kissers（2009年）
- Les mains libres（2010年）
- House of Tolerance（2011年）
- 《情慾凡爾賽》Farewell, My Queen（2012年）[2][3]
- 《再一次初戀》Camille redouble（2012年）[4][5]
- 《杜巴利伯爵夫人》Jeanne du Barry（2023年）

## 外部連結
- 諾艾米·勞佛斯基在互联网电影资料库（IMDb）上的資料（英文）